# 柴田利秋
柴田 利秋（しばた としあき、1950年10月22日 - ）は、青森県上北郡上北町（現・東北町）出身の元騎手。
元騎手・元調教師の柴田政見（次男）と柴田政人（三男）は実兄で、中央競馬史上初の三兄弟ジョッキーであり、騎手時代は「柴田三兄弟」として知られた。
元調教師の柴田不二男は叔父で、現騎手の柴田善臣（実家を継いだ長兄の実子）は甥、プロ野球・西武に所属した柴田博之は息子に当たる。

## 経歴
実家は不二男の勧めで競走馬生産も兼業する農家で、四兄弟の末っ子として生まれる。
1972年3月4日の中山第2競走4歳新馬・グレートスパー（15頭中13着）で初騎乗 を果たし、デビュー戦には政人も騎乗（7着）しており、史上初の3兄弟ジョッキーとなった。
1972年5月6日の東京第4競走4歳未勝利・シンザクラで初勝利を挙げるが、同レースでは後に弟の幸夫・浩二がデビューし、史上2例目の三兄弟ジョッキーとなる津曲三兄弟の長兄・忠美も騎乗していた。
7月15日の東京第11競走5歳以上300万下では16頭中16番人気のハツザンで郷原洋行騎乗の1番人気ゴールデングローブにハナ差競り勝ち、単勝、枠連万馬券の波乱となった。
中山大障害（秋）では松山吉三郎厩舎のオンワードリョウで3着に入り、1年目の1972年は夏の福島戦2勝を含む6勝をマーク。
2年目の1973年には1月20日・翌21日の東京で初の2日連続勝利、12月22日の中山で初の1日2勝を挙げ、自身唯一の2桁で自己最多の13勝をマーク。
3年目の1974年には中山大障害（春）を制したグランドマーチスが出走した東京障害特別（春）で6頭中5番人気のスピードシエンに騎乗し、2着のグランドマーチスから4馬身離れた3着に入った。
1975年には石栗龍雄厩舎に移籍し、東京障害特別（秋）では6頭中6番人気のララミーシャダイに騎乗し、3頭が競走中止したレースで実質最下位の3着に終わった。
1976年には前年に政人でセイユウ記念を制したトクノハルオーに騎乗し、64kgのアラブ王冠（春）、66kgのタマツバキ記念（春）を連勝。夏にはグレートセイカンがトウショウボーイ・クライムカイザーを破った札幌記念に出走した際も騎乗したが、中央競馬で三兄弟による重賞勝利は他に例がなく、同年に挙げた6勝中5勝はトクノハルオーでのものであった。
1979年には不二男の厩舎に移籍し、1985年には0勝に終わる。
1987年12月20日の中京第12競走4歳以上400万下で16頭中12番人気のホクザンストロングを勝たせたのが最後の勝利となり、1988年2月13日の京都第10競走大和特別・エイコウチャイム（競走中止）を最後に現役を引退。

## 騎手成績
| 通算成績 | 1着 | 2着 | 3着 | 4着以下 | 出走回数 | 勝率 | 連対率 |
| -------- | --- | --- | --- | ------- | -------- | ---- | ------ |
| 平地     | 60  | 88  | 118 | 1091    | 1357     | .044 | .109   |
| 障害     | 14  | 16  | 24  | 95      | 149      | .094 | .201   |
| 計       | 74  | 104 | 142 | 1186    | 1506     | .049 | .118   |

主な騎乗馬
- トクノハルオー（1976年アラブ王冠 (春)・タマツバキ記念 (春)）